# László Mérő

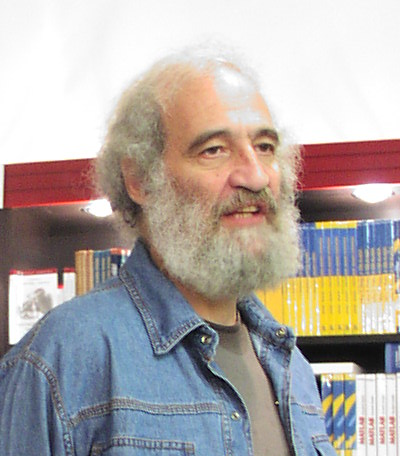
László Mérő

László Mérő (* 11. Dezember 1949) ist ein ungarischer Mathematiker und Psychologe. Er verfasste mehrere populärwissenschaftliche Bücher zur Entscheidungs- und Spieltheorie.

## Leben
Mérő vertrat im Jahre 1968 Ungarn bei der 10. Internationalen Mathematik-Olympiade in Moskau und errang dort die Bronzemedaille.
1974 legte er an der Loránd-Eötvös-Universität sein Diplom in Mathematik ab. In der Folge arbeitete am Computer and Automation Institute der Ungarischen Akademie der Wissenschaften. Sein Forschungsschwerpunkt lag in Projekten zur Mustererkennung und künstlichen Intelligenz.
Ab 1984 setzte er seine Forschung im Bereich der menschlichen Wahrnehmung fort, da er die eingeschränkten Möglichkeiten der künstlichen Intelligenz erkannte. Er arbeitete sodann am Lehrstuhl für Psychologie der Loránd-Eötvös-Universität.
Zusammen mit Ernő Rubik arbeitet er an Computerspielen. Die Spiele werden durch Mérős Computerspielefirma erstellt und vertrieben.

## Werke
In seinen Büchern diskutiert er die Möglichkeiten des rationalen Handelns. Hierzu setzt er klassische Problemstellungen der Spieltheorie wie das Gefangenendilemma oder die Dollarauktion in Beziehung zu sozialen und psychologischen Einflüssen.
- Optimal entschieden? Birkhäuser, 1998, ISBN 376435786X (Neuausgabe unter dem Titel Die Logik der Unvernunft. Rowohlt, 2000, ISBN 3499608219)
- Maga itt a tánctanár? – Pszichológia, moralitás, játék és tudomány ("Sind Sie hier der Tanzlehrer? – Psychologie, Moralität, Spiel und Wissenschaft"), ISBN 9638453974.
- Die Grenzen der Vernunft. Rowohlt, 2002, ISBN 3499614197 (Originaltitel Ways of Thinking; Habits of Mind – Észjárások (ungarisch))
- Die Biologie des Geldes. Darwin und der Ursprung der Ökonomie. Rowohlt, Reinbek bei Hamburg 2009, ISBN 978-3-499-62430-8.